# Vanuatuische Rugby-Union-Nationalmannschaft
Die vanuatuische Rugby-Union-Nationalmannschaft repräsentiert den im Südpazifik gelegenen Inselstaat Vanuatu in der Sportart Rugby Union. Das Team wird von World Rugby als Nationalmannschaft der dritten Kategorie eingestuft.

## Geschichte
Vanuatu debütierte bereits 1966 auf internationaler Bühne. Nach zwei Niederlagen und einem Sieg in drei Spielen betrat erst 35 Jahre später, im Jahr 2001, wieder eine Nationalmannschaft Vanuatus ein Rugby-Feld.
In den Jahren 2003 und 2007 versuchte man sich für die Rugby-Union-Weltmeisterschaft zu qualifizieren. Man scheiterte aber, auch aufgrund mangelnder Spielpraxis, jeweils in der ersten Qualifikationsrunde. Tiefpunkt war dabei die 3:97-Niederlage gegen Papua-Neuguinea.

## Teilnahmen an Weltmeisterschaften
- 1987 nicht teilgenommen
- 1991 nicht teilgenommen
- 1995 nicht teilgenommen
- 1999 nicht teilgenommen
- 2003 1. Qualifikationsrunde
- 2007 1. Qualifikationsrunde
- 2011 1. Qualifikationsrunde